# Valerie Pachner

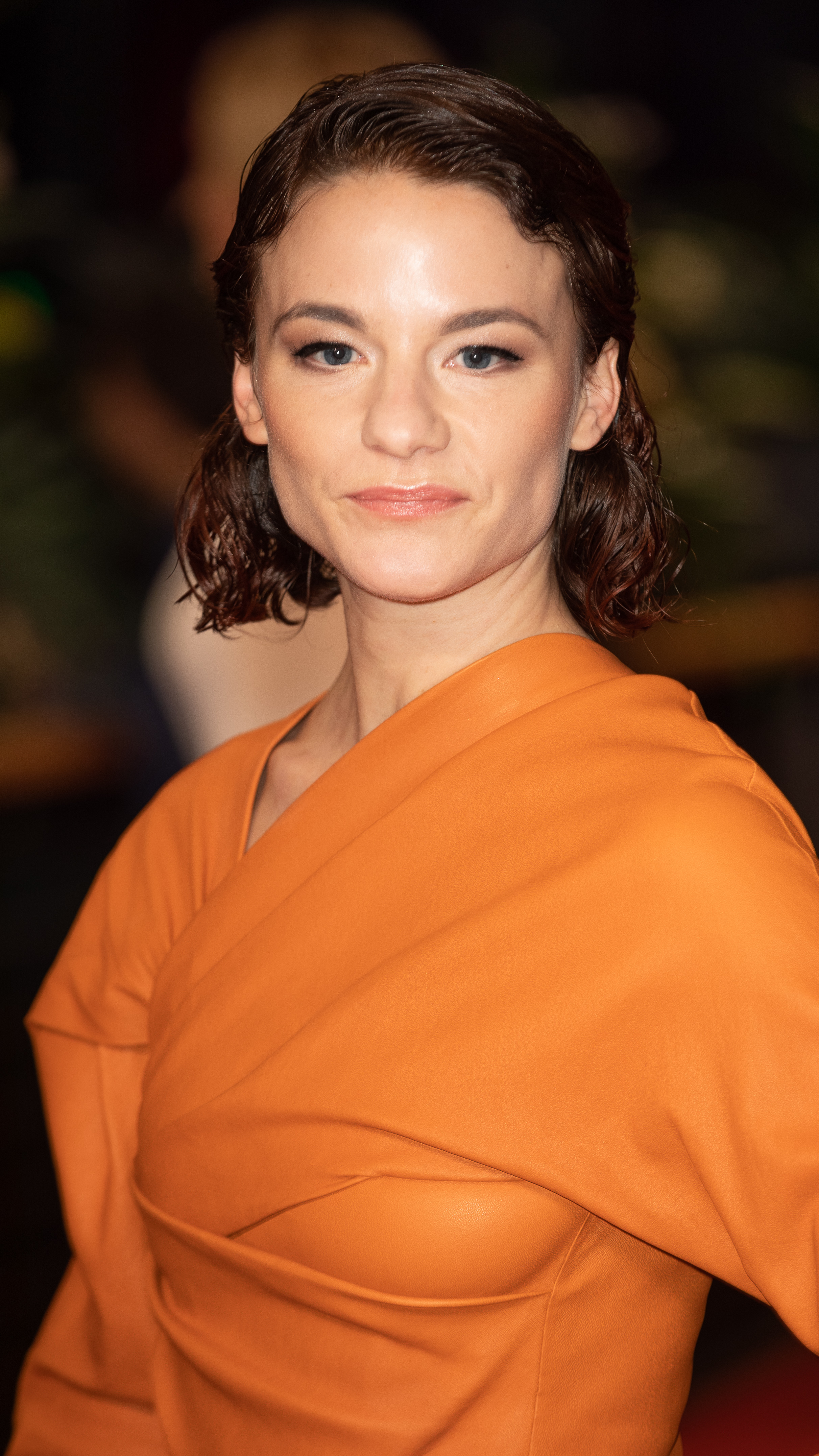
Valerie Pachner (2020)

Valerie Pachner (* 26. Juni 1987 in Wels) ist eine österreichische Schauspielerin.

## Leben und Karriere
Valerie Pachner ist in Bad Schallerbach (Oberösterreich) aufgewachsen. Nach der Schule lebte sie ein Jahr in Honduras, was sie später dazu bewog, zunächst Internationale Entwicklung in Wien zu studieren. Dieses Studium brach sie zugunsten ihrer Schauspielausbildung am renommierten Max-Reinhardt-Seminar ab, welche sie von 2009 bis 2013 absolvierte.
Bereits während ihrer Ausbildung holte Martin Kušej sie an das Residenztheater in München, wo sie bis 2017 Teil des Ensembles war. Sie spielte unter anderem Irina in Drei Schwestern, Mary Warren in Hexenjagd sowie Elisabeth in Glaube Liebe Hoffnung und wurde 2016 sowohl mit dem Förderpreis der Freunde des Residenztheaters, als auch mit dem Bayerischen Kunstförderpreis für ihre Arbeit auf der Bühne ausgezeichnet.
Sie spielte die weibliche Hauptrolle in Thomas Woschitz’ Kinofilm Bad Luck, welcher 2015 für den Max-Ophüls-Preis nominiert war.
Es folgten Jack von Elisabeth Scharang sowie Vor der Morgenröte von Maria Schrader, wo sie an der Seite von Barbara Sukowa und Josef Hader die Stieftochter des Schriftstellers Stefan Zweig spielte.
Für die weibliche Hauptrolle der Wally Neuzil in Dieter Berners Egon Schiele: Tod und Mädchen erhielt sie 2017 den Österreichischen Filmpreis und die Romy.
2019 feierte Marie Kreutzers Der Boden unter den Füßen mit Valerie Pachner in der Hauptrolle seine Premiere bei den Internationalen Filmfestspielen Berlin. Für ihre Darstellung erhielt Valerie Pachner auch international lobende Kritik und wurde unter anderem mit dem Deutschen Schauspielpreis ausgezeichnet. Der Film lief in US-amerikanischen Kinos und wurde von Vanity Fair als einer der 10 besten Filme 2019 ausgewählt.
Im selben Jahr erschien Die Neue Zeit, eine von Arte und ZDF koproduzierte Serie über das Bauhaus, unter der Regie von Lars Kraume, wo Valerie Pachner die Rolle der Gunta Stölzl übernahm.
2016 spielte sie unter der Regie von Terrence Malick in Ein verborgenes Leben die weibliche Hauptrolle Franziska Jägerstätter. Der Film feierte bei den Filmfestspielen in Cannes 2019 Premiere und wurde mit herausragenden Kritiken beachtet. Er wurde außerdem bei dem Internationalen Filmfestival Toronto, beim Filmfestival in Telluride sowie beim Festival des amerikanischen Films in Deauville gezeigt. Am 13. Dezember 2019 kam er in die Kinos in den USA. Valerie Pachners Darstellung wurde von IndieWire als eine der besten des Jahres 2019 ausgewählt.

## Filmografie

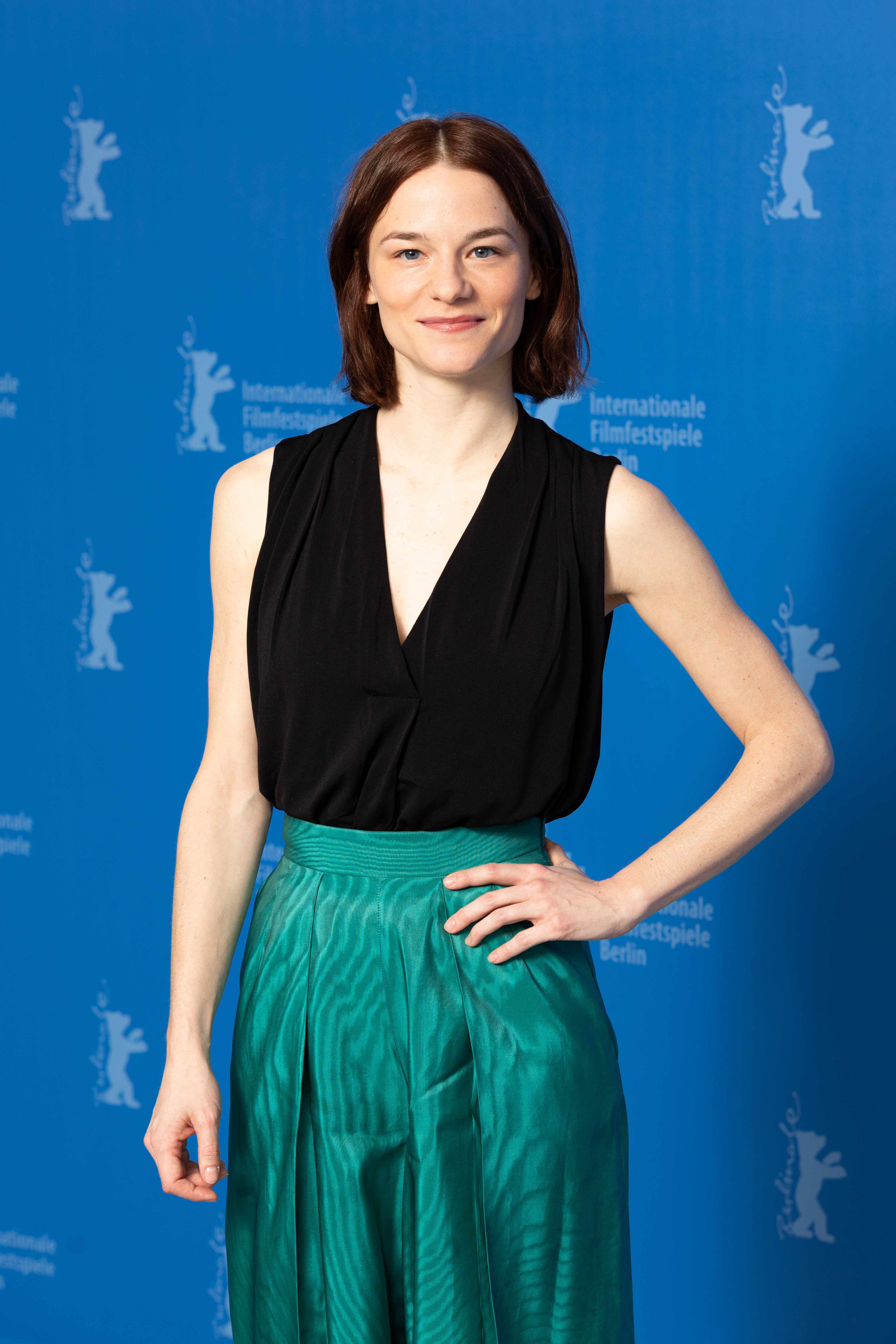
Valerie Pachner bei der Premiere von Der Boden unter den Füßen (2019)

- 2015: Bad Luck (Regie: Thomas Woschitz)
- 2015: Jack (Regie: Elisabeth Scharang)
- 2016: Vor der Morgenröte (Regie: Maria Schrader)
- 2016: Egon Schiele: Tod und Mädchen (Regie: Dieter Berner)
- 2019: Der Boden unter den Füßen (Regie: Marie Kreutzer)
- 2019: Die Neue Zeit (Fernsehserie, Regie: Lars Kraume)
- 2019: All My Loving
- 2019: Ein verborgenes Leben (A Hidden Life, Regie: Terrence Malick)
- 2021: Another Coin for the Merry-Go-Round (Regie: Hannes Starz)
- 2021: The King’s Man: The Beginning (The King’s Man)
- 2022: Phantastische Tierwesen: Dumbledores Geheimnisse (Fantastic Beasts: The Secrets of Dumbledore)
- 2022: The English (Miniserie, 3 Folgen)
- 2025: Delicious

## Theater (Auswahl)

### Residenztheater (München)
- 2013: räuber. schuldengenital (als Petra). Von Ewald Palmetshofer. Inszenierung: Alexander Riemenschneider
- 2013: Orest (als Chrysotemis/ Hermione). Von John von Düffel. Inszenierung: David Bösch
- 2015: Drei Schwestern (als Irina). Von Anton Tschechow. Inszenierung: Tina Lanik[4][5]
- 2015: Opening Night: Alles über Laura (als Nancy/Hannah). Von Bernhard Mikeska, Lothar Kittstein und Alexandra Althoff. Inszenierung: Bernhard Mikeska
- 2016: Hexenjagd (als Mary Warren) – Regie: Tina Lanik
- 2016: Glaube Liebe Hoffnung (als Elisabeth). Von Ödön von Horváth. Inszenierung: David Bösch[6]
- 2017: Foxfinder (als Judith Covey) – Regie: Mirjam Loibl

### Salzburger Festspiele
- 2023: Jedermann (Buhlschaft) bei den Salzburger Festspielen

## Auszeichnungen

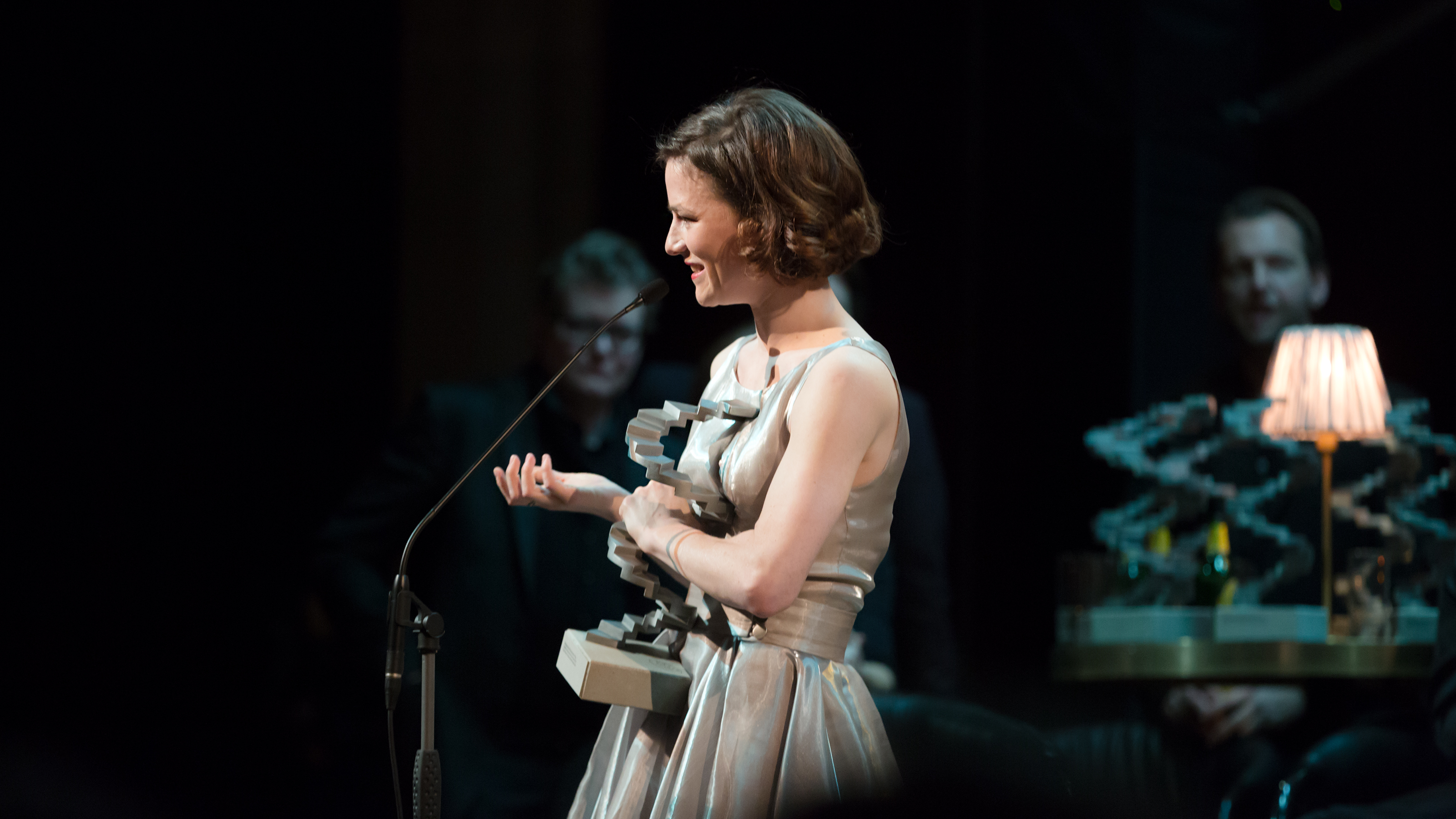
Valerie Pachner mit dem Österreichischen Filmpreis 2017

- 2004: Beste schauspielerische Leistung (YOUKI)
- 2016: Förderpreis für junge Theatertalente des Vereins der Freunde des Bayerischen Staatsschauspiels
- 2016: Bayerischer Kunstförderpreis für Darstellende Kunst
- 2017: Österreichischer Filmpreis in der Kategorie Beste weibliche Hauptdarstellerin für Egon Schiele: Tod und Mädchen
- 2017: Romy – Bester Nachwuchs weiblich[7]
- 2019: Nachwuchsdarstellerpreis des Filmkunstfest Mecklenburg-Vorpommern
- 2019: Premio Maguey: Best Performance beim Festival Internacional de Cine en Guadalajara
- 2019: Deutscher Schauspielpreis in der Kategorie Schauspielerin in einer Hauptrolle für Der Boden unter den Füßen[8]
- 2019: Discovery Award beim Savannah Film Festival[9]